# Medabots: Metabee y Rokusho
Medabots: Metabee y Medabots: Rokusho (メダロット弐CORE クワガタバージョン・カブトバージョン Medarotto Ni CORE Kabuto Bājon · Kuwagata Bājon?) es un conjunto de dos videojuegos de rol 2D de la serie Medabots, desarrollado y publicado por Natsume para Game Boy Advance. Se trata de un remake de Medarot 2 (メダロット２, Medarotto 2), título exclusivo para Japón que se lanzó para Game Boy Color en 1999. Posteriormente fue relanzado para Wii U el 1 de octubre de 2015 en Europa, el 10 de diciembre de 2015 para Norteamérica y el 27 de enero de 2016 en Japón.
Medabots es uno de los tres únicos juegos de la serie que se han lanzado fuera de Japón, los otros dos son Medabots AX y Medabots Infinity.

## Argumento
Ikki Tenryou es un niño obsesionado con los Medabots, como todos los demás, pero aún no tiene uno. Un día, su madre le da dinero y le pide que compre la cena, pero en lugar de eso le convencen para que termine comprando un Medabot con el dinero. Sin embargo, resulta que le falta una medalla, la pieza vital para que un Medabot funcione. Por otro lado, un extraño y misterioso hombre llamado el Renegado Fantasma le da una medalla al padre de Ikki y le dice que debe entregársela a su hijo. Ahora Ikki por fin podrá participar también en Robobatallas y competir con otros compañeros Medaluchadores. Pero quien pierda la batalla deberá entregar una de las Medapartes de su Medabot al vencedor.

## Jugabilidad
La jugabilidad se divide en dos secciones diferentes. Una para el mapa mundial y otra para las batallas. Cuando viajas por el mapa mundial puedes encontrarte al azar con otros Medaluchadores. Cuando te encuentras con otro Medaluchador, iniciará una batalla de 3 contra 3 con un sistema de batalla único, en el que cada Medabot tiene cuatro acciones diferentes (Cabeza, la cual tiene una cantidad finita de munición, el Medabot dejará de funcionar una vez que sea destruida. Las partes R.Arm y L.Arm tienen una cantidad infinita de munición y pueden usarse repetidamente hasta ser destruidas. Las piernas pueden afectar al movimiento de tu Medabot dependiendo del tipo de terreno dentro de la batalla y aumentar el medidor de Medafuerza). La forma de actuar en batalla es diferente comparada con otros RPGs, apuntar a una parte específica del Medabot es generalmente aleatorio, pero pueden ser usadas ciertas Medapartes que apuntan a partes específicas, y la velocidad de tu Medabot depende de las Piernas que tenga y del terreno en el que esté luchando. La batalla termina cuando se destruye la cabeza del Medabot "Líder". Algunos combates, como contra la Banda Rubberobo por ejemplo, te darán Medallas Rubberobo que podrás usar para escapar de batallas. Ganando batallas obtendrás puntos de experiencia, Medapartes y dinero. Puedes personalizar tu Medabot con Medapartes, que puedes conseguir de otros Medaluchadores o comprarlas en tiendas.

## Recepción
Marcel van Duyn, de Nintendo Life, le dio una puntuación de 6/10.